# Rhacophorus yinggelingensis
Rhacophorus yinggelingensis är en groddjursart som beskrevs av Chou, Lau och Chan 2007. Rhacophorus yinggelingensis ingår i släktet Rhacophorus och familjen trädgrodor. IUCN kategoriserar arten globalt som sårbar. Inga underarter finns listade i Catalogue of Life.